# Erginulus clavipes
Erginulus clavipes is een hooiwagen uit de familie Cosmetidae.